# Старонордијска религија
Старонордијска религија, данас позната као нордијски паганизам, најчешћи је назив за грану германске религије која се развила током пранордијског периода, када су се сјеверногермански народи одвојили у посебан германски народ. Замијењена је хришћанством током покрштавања Скандинавије. Научници реконструишу аспекте сјеверногерманске историјском лингвистиком, археологијом, топонимима и записима које су оставили сјеверногермански народи, као што су рунски натписи у млађем футарку, изразито сјеверногермански облик рунског писма. Бројна старонордијска дјела која датирају из 13. вијека биљеже нордијску митологију, компоненту сјеверногерманске религије.
Старонордијска религија била је политеистичка, што подразумјева вјеровање у разна божанства. Нордијска митологија је подијелила ова божанства у двије скупине, Есир и Ванир, које су међусобно водиле древни рат, док нису схватили да су подједнако моћни. Међу најраспрострањенијим божанствима били су Один и Тор. Овај свијет су насељавале и разне друге митолошке расе, укључујући дивове, патуљке, вилењаке и духове земље. Нордијска космологија вртјела се око дрвета свјета познатог као Игдрасил, са разним царствима која су постојала упоредо са људским, названа Мидгард. Ту спада више загробних краљевстава, која су контролисала одређена божанства.
Преношена усменим путем, а не кроз кодификоване текстове, старонордијска религија се усредредила на ритуалну праксу, при чему су краљеви и поглавари играли главну улогу у вршењу јавних дјела жртвовања. Кориштени су разни култни простори; у почетку су обично бирани отворени простору попут гајева и језера, али до 3. вијека н. е. култне куће су такође намјенски грађене за ритуалне активности. Нордијско друштво је такође имало и вршиоце сејда, облика чарања, који неки научници описују као шаманизам. Вршени су различити облици сахрањивања, укључујући инхуминацију и инфламацију, типично праћено разним загробним добрима.
Током историје, разни нивои транскултурне дифузије дешавали су се међу сусједним народима, попут Лапонаца и Финаца. До 12. вијека старонордијска религија је нестала под налетом хришћанства, док су елементи старе религије наставили да живе у скандинавском фолклору. Оживљавање интересовања за старонордијском религијом догодио се усред романтичарског покрета у 19. вијеку, која је инспирисала читав низ умјетничких дјела. Академска истраживања о овој теми започела су почетком деветнаестог вијека, у почетку под утицајем раширених романтичарских осјећања.